# Lena Müller
Lena Müller, née le 16 juin 1987 à Duisbourg, est une rameuse allemande.

## Palmarès

### Jeux olympiques d'été
| Discipline       | Londres 2012 Royaume-Uni |
| ---------------- | ------------------------ |
| Deux couple , pl | 6e                       |

### Championnats du monde
| Discipline            | Poznań 2009 Pologne | Karapiro 2010 Nouvelle-Zélande | Bled 2011 Slovénie | Plovdiv 2012 Bulgarie | Chungju 2013 Corée du Sud | Amsterdam 2014 Pays-Bas | Aiguebelette 2015 France |
| --------------------- | ------------------- | ------------------------------ | ------------------ | --------------------- | ------------------------- | ----------------------- | ------------------------ |
| Skiff, pl             |                     |                                | Bronze             |                       |                           |                         |                          |
| Deux de couple , pl   |                     |                                |                    |                       | Bronze                    |                         |                          |
| Quatre de couple , pl | Or                  | Or                             |                    |                       |                           |                         | Or                       |

### Championnats d'Europe
| Discipline            | Séville 2013 Espagne | Belgrade 2014 Serbie | Poznań 2015 Pologne |
| --------------------- | -------------------- | -------------------- | ------------------- |
| Deux de couple , pl   |                      | Argent               |                     |
| Quatre de couple , pl |                      |                      |                     |